# David Cameron
David William Donald Cameron, Baron Cameron of Chipping Norton (* 9. října 1966 Londýn) je britský politik. V letech 2010–2016 byl premiérem Spojeného království, kterým se stal z pozice lídra vítězné Konzervativní strany v parlamentních volbách 2010 a 2015. V čele kabinetu nahradil labouristu Gordona Browna jako tehdy nejmladší britský premiér za posledních skoro 200 let. V letech 2005–2016 působil jako vůdce Konzervativní strany. Mezi roky 2023–2024 zastával post ministra zahraničí ve vládě Rishiho Sunaka.
Poté, co britští voliči rozhodli v referendu 23. června 2016 o vystoupení Spojeného království z Evropské unie, ohlásil svoji rezignaci na úřad premiéra, když jako zastánce setrvání v unii nehodlal vyjednávat britský odchod (tzv. brexit). V čele konzervativní strany i premiérském úřadu jej v červenci 2016 nahradila Theresa Mayová, která v jeho kabinetu působila jako ministryně vnitra.

## Politická kariéra
Cameron absolvoval Eton a Oxfordskou univerzitu. Vůdcem Konzervativní strany, v jejímž čele vystřídal Michaela Howarda, byl zvolen 6. prosince 2005. Stal se tak lídrem opozice v britském parlamentě. Pod jeho vedením se konzervativci zčásti odklonili od tradičního konzervativismu směrem k sociálně liberálním, a dokonce levicovějším pozicím a změnili i styl své prezentace. Došlo tak k setření některých signifikantních rozdílů mezi tímto politickým uskupením a Labouristickou stranou, které se prohloubily od přerodu labouristů na tzv. New Labour.
Ve vedení strany usiloval o modernizaci stranické politiky a věnuje svou pozornost i tématům britskou politikou dříve opomíjeným, jako jsou např. ochrana klimatu, evropská chemická politika (REACH), rozvoj obnovitelné energetiky a také boj s chudobou v oblastech třetího světa. V roce 2006 v rozhovoru prohlásil, že podporoval rozhodnutí Tonyho Blaira a George W. Bushe provést invazi do Iráku. Chová též náklonnost ke státu Izrael – na výroční večeři organizace United Jewish Israel Appeal řekl, že „není rozpor v tom být pyšný Žid, uvědomělý sionista a loajální britský občan“.
V roce 2011 podpořil vojenskou intervenci v Libyi, která vedla ke svržení libyjské vlády a k rozpadu Libye. Prohlásil, že Británie hrála klíčovou roli při vojenské intervenci proti libyjské vládě a při podpoře protivládních povstalců.
Cameronova vláda odmítla označit vyhlazení Arménů v Turecku v době první světové války jako genocidu, protože nechtěla narušit přátelské vztahy s Tureckem, které je klíčovým spojencem a členským státem NATO. Sám podporoval spojenectví se Saúdskou Arábií. Pod jeho vedením poskytovalo Spojené království vojenskou a logistickou podporu Saúdské Arábii při její vojenské intervenci v Jemenu, za což byl Cameron kritizován částí domácí opozice, protože saúdské bombardování Jemenu si vyžádalo tisíce civilních obětí.
Jeho vláda byla silně nepřátelská vůči Rusku a v rámci mezinárodních sankcí po ruské anexi Krymu například navrhovala zablokovat přístup Ruska a jeho bank k systému mezinárodního bankovního platebního styku SWIFT. V lednu 2016 Cameron zvažoval uvalit na Rusko další sankce za podíl ruské vlády na smrti bývalého agenta FSB Litviněnka.
Ačkoliv sliboval omezení imigrace, za jeho vlády počet imigrantů naopak vzrostl. Jenom v roce 2014 se do Spojeného království přistěhovalo 624 000 lidí; přibližně polovina imigrantů byla ze zemí mimo Evropskou unii a zbytek především z jiných členských států Evropské unie, mj. z Polska.
Dne 13. listopadu 2023 byl premiérem Rishim Sunakem v rámci přestavby konzervativního kabinetu jmenován ministrem zahraničí, čímž se vrátil do vysoké politiky. V této funkci nahradil Jamese Cleverlyho, který obsadil místo ministra vnitra poté, co Sunak odvolal dosavadní ministryni Suellu Bravermanovou po jejím kontroverzním a neúspěšném pokusu o zákaz propalestinské demonstrace v Londýně. Ta se konala 11. listopadu za účasti zhruba 300 000 lidí a proběhla z velké části pokojně. Jmenování Camerona ministrem Sunakova kabinetu u něj jako nečlena Dolní sněmovny bylo podmíněno povoláním do Sněmovny lordů. Dne 17. listopadu 2023 byl nobilitován s predikátem Baron Cameron of Chipping Norton a 20. listopadu uveden do Sněmovny lordů.

## Soukromý život
Cameron je přímým potomkem (praprapraprapravnukem) krále Viléma IV. a jeho milenky, irské herečky Dorothey Jordan a jako takový je i příbuzným královny Alžběty II. (bratranec z pátého kolena) a krále Karla III. Jako potomek dítěte vzešlého z nelegitimního vztahu ovšem nemůže figurovat v následnické linii britského trůnu. Přes Viléma IV. má anglické, skotské i německé předky.
Příbuzenský vztah mezi králem Vilémem IV. a Davidem Cameronem je následující: Vilém IV. Britský → Elizabeth FitzClarence → Lady Agnes Georgiana Elizabeth Hay → Lady Agnes Cecil Emmeline Duff → Stephanie Agnes Cooper → Enid Agnes Maud Levita → Ian Donald Cameron → David Cameron
Jeho předci vlastnili třtinové plantáže na Jamajce se stovkami otroků.
V roce 2013 účinkoval ve videoklipu britské hudební skupiny One Direction.